# 다우다 카마라
다우다 카마라(프랑스어: Daouda Camara, 1997년 8월 20일 ~ )는 기니 축구 국가대표팀과 호로야 AC에서 공격수로 활약하고 있는 기니의 축구 선수이다. 기니 대표팀 소속으로 2017년 FIFA U-20 월드컵을 참가 하였다.